# 森川正太
森川 正太（もりかわ しょうた、1953年〈昭和28年〉6月25日 - 2020年〈令和2年〉10月12日）は、日本の男性俳優、タレント。本名は新井 和夫（あらい かずお）。旧芸名：沖 正夫、森川 章玄。既婚。
東京都出身。日本大学豊山高等学校中退。ほっこう企画に所属していた。
『おれは男だ!』、『飛び出せ!青春』、『俺たちの旅』、『俺たちの朝』などの1970年代の青春ドラマに数多く出演し、名脇役として活躍した。

## 生涯・人物
- 小学5年生の時に劇団こまどり入団[4]、子役として活動を始める。
- 高校は1年生の時中退した。これは、ドラマ『泣かないで!かあちゃん』に出演していたため1年のうち3ヶ月程度しか登校できず、このままでは留年だと言われたことによる[5]。
- 代表作となった『おれは男だ!』出演のきっかけは、子供の頃所属していた劇団こまどりの推薦であった[5]。当時、剣道の経験はまったく無かったが、主演の森田健作が特訓してくれたおかげで何とか形になり、最終的には初段くらいにまでなったという[5]。
- 『飛び出せ!青春』撮影の合間に学生服のまま喫茶店でタバコを吸っていたら警察を呼ばれてしまった[5]。
- 著書『売れない役者　あなたの知らない芸能界サバイバル』の中で、駆け出しの若手の頃、あるドラマの撮影中、スタジオの前で何時間も待たされ、イライラが募り「俺を何時間待たせるんだ」と周りに当たりちらしていたところ、同じように出番を待っていた年配の役者に「役者は待つのも仕事の内だから」と優しく諭されたことがあると記している。スタジオ入りすると、普段は現場に顔を出さないようなテレビ局の重役や監督、現場の撮影スタッフから、その年配の役者が最上級の扱いを受けている様子を不思議に思い、帰宅後、母親に事の顛末を話し、キャストの名前が記載されたシナリオを見せたところ、そこには森雅之の名前があり、母親は不世出の名優の前でさらした息子の悪態に絶句してしまったという。
- 沖正夫から改名したのには、読みが似た芸名の沖雅也が売れ出して紛らわしくなったのがきっかけということもあった[6]。森川正太という芸名は、尊敬する俳優の森川信の森川に、「正しく太く」生きていくという意味である[6]。
- 特技は作詞作曲[1][2]。また歌手として沖正夫名義でビクターレコードから「青春は萌えるかげろう」を発売したこともある[7]。
- 2020年8月、体調不良のため病院で診察を受けた際、胃がんが発見される。発見された時点ですでに末期の段階であり、肝臓などに転移がみられた。新型コロナウイルス感染症の影響で、入院した場合は面会が2時間に制限されているのを知り、都内にある自宅での在宅治療を選択。医師や看護師が連日自宅を訪れて懸命の治療を続けた[3]。同年10月12日午前6時頃、胃がんのため家族に看取られ死去[3]。67歳没。

## 出演

### テレビドラマ
- 次郎物語（1964年、NHK総合）※新井和夫名義
- ありがとう 第10話（TBS、1970年） - 事情聴取を受ける男※沖正夫名義
- おれは男だ!（1971年、日本テレビ・松竹）※沖正夫名義
- さぼてんとマシュマロ  第2話（1971年、日本テレビ / ユニオン映画）
- 飛び出せ!青春（日本テレビ・東宝、1972年 - 1973年、第7話-）※沖正夫名義
- おこれ!男だ（日本テレビ、1973年 - 1974年）※沖正夫名義
- 太陽にほえろ!（日本テレビ・東宝）
  - 第68話「一万人の容疑者」（1973年） - 辻本大助
  - 第145話「決定的瞬間」（1975年） - 町田ひろし※沖正夫名義
  - 第170話「再出発」（1975年） - 川崎
  - 第232話「新しき友」（1976年） - 竹中律夫
  - 第560話「愛される警察」（1983年） - 「もみの木」の客
  - 太陽にほえろ!PART2 第2話「探偵物語」（1986年） - 平田哲男
- 寺内貫太郎一家（TBS、1974年）
- 高校教師 第19話「売られたケンカなら」（12ch・東宝、1974年） - 大沼
- われら青春! 第14話「われら同級生!」（日本テレビ、1974年）
- 家なき子（TBS、1974年 - 1975年） - 山下秀司※沖正夫名義
- 俺たちの旅（日本テレビ・東宝、1975年） - 浜田大造（ワカメ）
- 特別機動捜査隊 (NET・東映)
  - 第663話「あたしは二十四歳の女」(1974年) - 司会者※沖正夫名義
  - 第696話「ある女教師の場合」(1975年) - 博※沖正夫名義
  - 第723話「黄色い雨傘」(1975年）- 小塚
- Gメン'75（TBS）
  - 第24話「二人組警官ギャング」（1975年） - ホットドッグ販売員
  - 第113話「ガンを宣告された刑事」（1977年） - 飯島洋一
- 夜明けの刑事  第53話「星空に宝石が消えた!!」(TBS、1975年)　-スーパーの店員
- たぬき先生騒動記（フジテレビ、1976年）
- 俺たちの朝（日本テレビ・東宝、1976年 - 1977年） - ツナギ
- 新・二人の事件簿 暁に駆ける」第13話「宙を飛ぶ死体」（1976年、朝日放送・大映テレビ）
- 気まぐれ天使!（日本テレビ・ユニオン映画）
  - 第30話「蒸発のブルース」（1977年） - 本人役
  - 第37話「パンダに続け」（1977年） - 京極彦丸
- 気になる季節 （テレビ朝日、1977年）
- 気まぐれ本格派（日本テレビ・ユニオン映画、1978年）
- アヒル大合唱（TBS、1978年）
- 海を、わたって（NHK総合、1979年）
- ゆうひが丘の総理大臣 第33話「初恋は甘くせつなくほろ苦く」（NTV、1979年） - 山田巡査
- 日本名作怪談劇場 第10話「怪談 死神」（12ch、1979年） - 八五郎
- 熱中時代（日本テレビ）
  - 刑事編 （1979年） - 直方留三
    - 第10話「ニセ熱中刑事現わる」
    - 第22話「七つの顏の悪党」

  - 先生編 第2シリーズ 第26話「サギ師と裸の王様」（1980年） - 道尾隆夫
- 鉄道公安官 第28話「スリからスった公安官!?」（テレビ朝日・東映、1979年）
- 半七捕物帳（テレビ朝日、1979年）
- 体験時代（12ch、1979年） - 鉄男
- 駆け込みビル7号室 第6話（フジテレビ・三船プロ、1979年）
- 柳生あばれ旅 第4話「関所狸の七変化 -箱根- 」（テレビ朝日・東映、1980年） - 時次郎
- われら行動派!（フジテレビ、1980年）
- 西遊記II 第19話「偽西遊記 危機一髪」（日本テレビ、1980年） - 偽悟空
- わたしはとばない（フジテレビ、1980年）
- 大江戸捜査網（12ch→テレビ東京 / 三船プロ）
  - 第437話「おっかさんの唄が聞こえる」（1980年） - 弥吉
  - 第469話「汚れた顔の天使達」（1980年） - 佐吉
  - 第509話「神隠しに泣く新妻」（1981年） - 伊平次
  - 第557話「悪役志願 替え玉一発勝負」（1982年） - 銀次 / 源三
  - 第613話「一番手柄! 涙の母恋唄」（1983年） - 仙吉
  - 新 大江戸捜査網 第12話「さらば極道情け節」（1984年6月23日） - 朝吉
- 長七郎天下ご免! 第44話「恋も一途の仇討奉公」（1980年、テレビ朝日・東映）- 又平
- さすらいの甲子園（日本テレビ、1980年）
- 爆走!ドーベルマン刑事 第15話「Mrペテン師VS黒バイ部隊」（テレビ朝日、1980年） - 小島
- ピーマン白書 第6話「カモネギだ この快感がケガのもと!」（フジテレビ、1980年）
- 俺はおまわり君（日本テレビ、1981年）
- キッド（日本テレビ、1981年）
- 続・思えば遠くへ来たもんだ（TBS、1981年）
- 意地悪ばあさん 第6話「目には目をの巻」（フジテレビ、1981年） - マサオ
- 銀河テレビ小説（NHK総合）
  - 旅人（1982年）
  - 故郷はみどり（1986年） - 児玉正義
  - まんが道 青春編（1987年） - 森安直哉
- 鬼平犯科帳 第3シリーズ 第6話「隠居金七百両」（1982年、テレビ朝日・中村プロ） - 阿部弥太郎
- 噂の刑事トミーとマツ 第2シリーズ 第32話「倒せ殺人空手! トミーの延ズイ蹴り」（TBS・大映テレビ、1982年）
- 陽あたり良好!（日本テレビ、1982年）
- 大奥 第10話「虹を掴んだ少女」・第11話「上様はさんまがお好き」（関西テレビ、1983年） - 与兵衛
- 土曜ワイド劇場（テレビ朝日） 
  - 松本清張の寒流（大映テレビ、1983年）
  - 牟田刑事官事件ファイル 第5作「露天風呂撮影会ツアー殺人事件」（C.A.L、1986年）
- 動物だぁーいすき!（フジテレビ、1983年）
- 時代劇スペシャル 隠密くずれⅣ 変幻くノ一黄金城の秘密（1983年、フジテレビ・東映） - ゾロ八
- 暴れん坊将軍シリーズ（テレビ朝日・東映）
  - 暴れん坊将軍II
    - 第12話「めおと千両大漁節」（1983年） - 長次
    - 第31話「次郎吉 涙の恋泥棒!」（1983年） - 次郎吉
    - 第81話「夢は盗っ人大明神!」（1984年） - 文治
    - 第111話「あらイヤだ! 魚の心は恋ごころ」（1985年） - 岩吉
    - 第162話「にわか侍、破廉恥武士道!」（1986年） - 与之助

  - 暴れん坊将軍III
    - 第51話「庶民の夢を喰った奴!」（1989年） - 佐助
    - 第62話「恋の目安箱」（1989年） - 河内屋徳三郎

  - 暴れん坊将軍VI 第12話「人情落語長屋」（1994年） - 熊
  - 暴れん坊将軍X 第10話「鬼と呼ばれた女! 復讐の幼な子誘拐!!」（2000年） - 安房屋喜平
- 遠山の金さん 第1シリーズ 第71話「おんな一心太助と深海の美女!」（1983年、テレビ朝日・東映）- 魚屋
- 事件記者チャボ! 第12話「チャボ! みんなでグレれば恐くない?」（1984年、日本テレビ・ユニオン映画） - 川崎
- 月曜ドラマランド（フジテレビ、1984年）
- 必殺仕事人IV 第40話「主水 世にも不思議な朝顔を作る」（朝日放送、1984年） - 阿曽次
- 大河ドラマ（NHK総合）
  - 春の波涛（1985年） - 松橋英三郎
  - 太平記（1991年） - 服部小六
- 私鉄沿線97分署 第28話「出張捜査はハネムーン!?」（テレビ朝日・国際放映、1985年）
- 青い瞳の聖ライフ （フジテレビ、1985年）
- 俺たちの旅 十年目の再会（日本テレビ、1985年）
- 裸の大将放浪記 / やって来ました!裸の大将(17)・清のメルヘン旅芝居（1985年10月27日、関西テレビ・東阪企画）
- 木曜ドラマストリート「一日だけの殺し屋」（1986年1月、フジテレビ・大映テレビ）
- 特捜最前線 第477話「浅草偽装心中・姉を殺した女スリ!?」（テレビ朝日・東映、1986年） - 市橋
- 中部日本放送創立35周年記念番組 元禄サラリーマン考〜朝日文左衛門の日記（1986年3月9日、CBC） - 都筑分内
- 銭形平次（日本テレビ・ユニオン映画、1987年） - 清吉
- 現代恐怖サスペンス「ししゃもと未亡人」（1987年7月、関西テレビ・東映）
- 長七郎江戸日記 第2シリーズ SP3「一心太助とご落胤・男一匹ここにあり」（1988年、日本テレビ・ユニオン映画）- 五助
- 花へんろ（NHK総合、1988年）
- あぶない少年3（テレビ東京、1988年）
- 織田信長（TBS、1989年）
- 女ねずみ小僧（フジテレビ、1989年）
- 八百八町夢日記 第1シリーズ（日本テレビ、1989年10月 - 1990年9月） - 平吉
- 連続テレビ小説 青春家族（NHK総合、1989年）
- 用心棒（テレビ朝日、1991年）
- 大逆襲! 四匹の用心棒 （テレビ朝日・東映、1991年） - 金次
- 刑事貴族2 第28話「愛する人のために」（日本テレビ・東宝、1991年） - 狩野辰夫
- 鬼平犯科帳 第4シリーズ 第8話「鬼坊主の女」（フジテレビ・松竹、1993年） - 六太郎
- 名奉行 遠山の金さん 第5シリーズ 第13話「覗かれた天女の肌」（1993年、テレビ朝日・東映） - 菅谷文之進
- 腕におぼえあり3（NHK総合、1993年） - 間宮兼元
- 殿さま風来坊隠れ旅 第4話「日本一の殿様宣言」（テレビ朝日、1994年）
- 家なき子（日本テレビ、1994年）
- 愛の劇場 / 夏は秘密がいっぱい!（TBS、1994年）
- 金曜時代劇 / 十時半睡事件帖 第22話「奇妙な仇討ち」（NHK総合、1995年） - 香西権九郎 ※森川章玄名義
- 俺たちの旅 二十年目の選択（日本テレビ、1995年）
- 火曜サスペンス劇場 / 地方記者・立花陽介（日本テレビ）
  - 第8作「会津若松通信局」（1996年9月10日）
  - 第9作「信州上田通信局」（1997年） - 佐伯六郎
- 大岡越前（TBS・C.A.L）
  - 第14部 第22話「母ふたり情けのお白洲」（1996年11月18日） - 島吉 ※森川章玄名義
  - 第15部 第21話「疑惑の恩人」（1999年2月8日） - 玉吉
- 御家人斬九郎 第3シリーズ 第4話「三十六人斬り」（1997年、フジテレビ・映像京都） - 長兵衛
- 金曜エンタテイメント / おばさんデカ 桜乙女の事件帖 第5作（フジテレビ、1997年） - 小村八郎
- 月曜ドラマスペシャル（1999年、TBS）
  - 万引きGメン・二階堂雪 第3作「虚栄心」 - 金子圭介
  - カードGメン・小早川茜 第1作「借金地獄」 - 西本裕之
- 水戸黄門第30部 第10話「女サギ師は子猫好き -酒田-」（TBS・C.A.L、2002年3月11日） - 最上屋徳造
- ホーム&アウェイ（フジテレビ、2002年）
- 盤嶽の一生 第4話「みちづれ」（フジテレビ、2002年）- 文七
- 俺たちの旅 30年SP 三十年目の運命（日本テレビ、2003年）
- ケータイ刑事 銭形泪（BS-i、2004年）

### 映画
- スプーン一杯の幸せ（松竹、1975年） - 島岡大介 役
- 遠い明日（東宝、1979年） - 小林 役
- 徳川一族の崩壊（東映、1980年） - 弟子丸竜介 役
- ニッポン警視庁の恥といわれた二人 刑事珍道中（角川映画、1980年） - 健坊 役
- アッシイたちの街（大映、1980年）
- 飛鳥へ、そしてまだ見ぬ子へ（1982年）
- トルコ行進曲 夢の城（1984年）
- 猫のように（1988年） - 三宅信光 役
- Mr.レディー夜明けのシンデレラ （東宝、1990年）
- ハネムーンは無人島（松竹、1991年）
- 難波金融伝 ミナミの帝王 劇場版Part XIII リストラ（Restructuring）の代償（ケイエスエス、1999年） - 宇田川 役
- 難波金融伝 ミナミの帝王 劇場版Part XIV 借金極道 （ケイエスエス、2000年） - ワン・リー 役
- ULTRAMAN（松竹、2004年）

### Vシネマ
- 秋葉男 AKIBA OTOKO（シグマックスコミュニケーションズ、2006年）

### 人形劇
- サンダーバード（NHK総合、1966年） - 息子

### 舞台
- 無法松の一生（新橋演舞場、1985年）
- 吉幾三公演（新宿コマ劇場、1990年）
- 片岡孝夫公演（新橋演舞場、1990年）
- 伍代夏子公演（新宿コマ劇場、1994年）
- 水前寺清子公演（新宿コマ劇場、1994年）
- 松平健公演（明治座、1995年）
- 身代わりお紅（西新井文化ホール、1996年）
- 鳥羽一郎公演（新宿コマ劇場、1996年）
- 劇団ケ・セラ・セラ(演出森川正太)旗揚げ公演(座・高円寺2・2015年9月)

### バラエティ
- タケちゃんの思わず笑ってしまいましたPart3（フジテレビ、1983年）
- 元祖どっきりカメラ（日本テレビ、1985年）
- オレたちひょうきん族（フジテレビ、1984年・1987年）
- タケちゃんの思わず休んでしまいました（フジテレビ、1987年10月） - カラオケパブ「北野」マネージャー
- とんねるずのみなさんのおかげです （フジテレビ、1988年）
- しながわ探検隊（テレビ東京、1989年 - 1992年）
- 謎学の旅（日本テレビ、1991年）
- 各駅停車の旅（日本テレビ、1991年）
- 夢がMORI MORI（フジテレビ、1992年）
- 発明将軍ダウンタウン（日本テレビ、1993年）
- 駅弁の旅（テレビ東京、1993年）
- ぶらり途中下車の旅（日本テレビ、1993年）
- EXテレビ（日本テレビ、1994年）

## 楽曲
- 友情の歌～若者（「飛び出せ！青春」LP盤、ブラックレコード、1972年）沖正夫名義
- 青春は萌えるかげろう／もしも君が（ビクターレコード、1973年）沖正夫名義
- 光こぼれる時に(「俺たちの朝」挿入歌）／グヤグヤの唄　(「おはよう！こどもショー」挿入歌、キングレコード、1976年）
- ラブ・アゲイン（KIYO(現夏川玲)とのデュエット、センチュリーレコード、1990年）

## 著書
- 『売れない役者 あなたの知らない芸能界サバイバル』　はまの出版、2000年